# Cadel Evans Great Ocean Road Race 2019 (vrouwen)
De vijfde editie van de wielerwedstrijd Cadel Evans Great Ocean Road Race vond plaats op 26 januari 2019. Start en finish waren in Geelong, Victoria, Australië.

## Parcours en verloop
Dit jaar was het parcours van de UCI Women Elite koers 113,3 kilometer lang. Vijftien teams van elk zes rensters verschenen aan de start. De titelhoudster was de Australische Chloe Hosking. Deze editie werd gewonnen door de Cubaanse Arlenis Sierra van Astana die solo aankwam. Zij wist uit de greep te blijven van het Australische duo van Mitchelton-Scott Lucy Kennedy en Amanda Spratt. Riejanne Markus en Jeanne Korevaar waren namens CCC-Liv de beste Nederlanders op plek 11 en 12.

## Deelnemende ploegen
Vijf van de beste vijftien ploegen (die automatisch uitgenodigd worden voor de UCI Women's World Tour 2019) namen deel.
| Women's World Tour-teams | Overige                            | Overige                             |
| ------------------------ | ---------------------------------- | ----------------------------------- |
| Alé Cipollini            | Astana Women's Team                | Gusto StepFWD Kom powered by Suzuki |
| CCC-Liv                  | Korda Mentha Real Estate Australia | Rally Cycling Women                 |
| Mitchelton-Scott         | BePink                             | Specialized Women's Racing          |
| Team Tibco               | Cycling New Zealand                | Swapit Agolico                      |
| Trek-Segafredo           | Doltcini-Van Eyck Sport            | Sydney Uni-Staminade                |

## Uitslag
| Plaats  | Naam                   | Ploeg                              | tijd     |
| ------- | ---------------------- | ---------------------------------- | -------- |
| Winnaar | Arlenis Sierra         | Astana                             | 3u07'10" |
| 2       | Lucy Kennedy           | Mitchelton-Scott                   | + 19"    |
| 3       | Amanda Spratt          | Mitchelton-Scott                   | z.t.     |
| 4       | Ashleigh Moolman-Pasio | CCC-Liv                            | + 34"    |
| 5       | Elisa Longo Borghini   | Trek-Segafredo                     | z.t.     |
| 6       | Brodie Chapman         | Team Tibco                         | z.t.     |
| 7       | Rachel Neylan          | Korda Mentha Real Estate Australia | + 39"    |
| 8       | Emily Roper            | Korda Mentha Real Estate Australia | + 55"    |
| 9       | Ruth Winder            | Trek-Segafredo                     | z.t.     |
| 10      | Grace Brown            | Mitchelton-Scott                   | z.t.     |
| 11      | Riejanne Markus        | CCC-Liv                            | z.t.     |
| 12      | Jeanne Korevaar        | CCC-Liv                            | z.t.     |

Mannen: 2015 · 2016 · 2017 · 2018 · 2019 · 2020 · 
2021-2022 · 2023 · 2024 · 2025
Vrouwen: 2015 · 2016 · 2017 · 2018 · 2019 · 2020 · 
2021-2022 · 2023 · 2024 · 2025